# Узо Адуба
Узо Адуба (англ. Uzo Aduba; нар. 10 лютого 1981, Бостон, США) — американська акторка кіно, телебачення, театру та озвучення. Триразова лауреатка премії «Еммі» (2014, 2015, 2020), дворазова номінантка на премію «Оскар».

## Життєпис
Узо Адуба народилася в Бостоні, США. Її батьки ігбо з Нігерії. Акторка має сестру та брата. Родина Узи пов'язана зі спортом: мати — займається теннісом, брат грав у хоккей сім років, а сестра — легкоатлетка. Узо кілька разів брала участь у спортивному марафоні.
У 1999 закінчила середню школу в Медфілді. Навчалася у Бостонському університеті, в якому вивчала академічний спів і брала участь у змаганнях з легкої атлетики. Виступала в Білому домі та Соборі Паризької Богоматері. Свою родину назває «спортивною». Її молодший брат, Обі, грав у хокей в Массачусетському університеті в Емгерсті і шість сезонів виступав професійно.

## Кар'єра
На початку кар'єри виконувала ролі на театральній сцені та знімалася у короткометражному кіно. Вперше отримала визнання за свою акторську гру у 2003 році, коли була номінована на премію Гелен Гейс за найкращу жіночу роль другого плану у виставі. У 2006 році зіграла Амфіарус у «Сімці» Нью-Йоркської театральної майстерні, до ролі повернулася у 2008 році. У 2007 році вона дебютувала на Бродвеї як Тобі в адаптації «Coram Boy» Гелен Едмундсон. У 2011—2012 роках вона заспівала «By My Side» у мюзиклі «Godspell». У 2012 році дебютувала на телебаченні як медсестра у серіалі «Блакитна кров». Адуба також зіграла Анну, матір головної героїні у постановці «Венеція» у The Public Theatre у Нью-Йорку.
У 2012 знялась в одній із серій «Блакитної крові» компанії CBS. У наступному році отримала роль у комедійно-драматичному телесеріалі про життя у жіночій в'язниці «Помаранчевий — хіт сезону». За роль у ньому акторка отримала численну кількість нагород і номінацій.
У 2016 вийшло два драматичних фільми за участі Узо — «Таллула» та «Американська пастораль». В останньому знімались також Юен Мак-Грегор і Дженніфер Коннеллі.
Після закінчення серіалу «Помаранчевий — хіт сезону» Адубу взяли на роль політика Ширлі Чисголм у мінісеріалі від Hulu «Місис Америка» (2020), разом із Кейт Бланшетт і Сарою Полсон. Чисголм була першим темношкірим кандидатом на посаду президента США, першою жінкою, яка балотувалася в президенти від Демократичної партії, і першою жінкою, яка з'явилася на президентських дебатах у США. Прем'єра відбулася 15 квітня 2020 року, отримавши схвалення критиків, а Адуба отримала нагороду Прайм-тайм премія «Еммі».
Її взяли на головну роль разом із Люпітою Ніонго в мінісеріалі HBO Max «Americanah» за сценарієм Даная Гуріра. Адуба могла знятися в четвертому сезоні серіалу FX «Фарґо», але відмовився від участі через «особисті сімейні проблеми». Адуба знялася в романтичній драмі 2020 року «Справжнє кохання». У жовтні 2020 року її взяли на роль терапевта доктора Брук Тейлор у четвертому сезоні серіалу HBO «На лікуванні».
У 2021 році Адуба з'явилася в бродвейській постановці п'єси Лінн Ноттедж «Клайд», за яку вона була номінована на премію «Тоні». У 2023 році зіграла Еді Флаверз у серіалі Netflix «Таблетка від болю», який досліджує причини епідемії опіоїдів у США. У лютому 2023 року Netflix оголосив, що Адуба зіграє головну роль у майбутньому детективному серіалі Шонди Раймс «The Residence».

## Особисте життя
З вересня 2020 року одружена з режисером Робертом Світінго. Пара оголосила про свій союз у вересні наступного року.
У листопаді 2023 року у них народилася перша дитина — донька Адайбу Лі Ноньєм.

## Фільмографія

### Фільми
| Рік  | Назва                              | Оригінальна назва                       | Роль                 | Примітки        |
| ---- | ---------------------------------- | --------------------------------------- | -------------------- | --------------- |
| 2005 | «Замітки»                          | Notes                                   |                      | короткометражка |
| 2007 | «Там»                              | Over There                              |                      | короткометражка |
| 2011 | «Що зробив би Ісус?»               | Wwjd                                    | бармен               | короткометражка |
| 2013 | «Підспівування»                    | Sing Along                              | відвідувач кафітерію | короткометражка |
| 2013 | «Жити як леді»                     | How to Live Like a Lady                 | викладач             | телефільм       |
| 2015 |                                    | The Wiz Live!                           | Глінда               |                 |
| 2015 | «Перлинні ворота»                  | Pearly Gates                            | Коррі                |                 |
| 2015 | «Елвін і бурундуки: Бурундомандри» | Alvin and the Chipmunks: The Road Chip  | офіцер               |                 |
| 2016 | «Таллула»                          | Tallulah                                | Кінні                |                 |
| 2016 | «Американська пастораль»           | American Pastoral                       | Вікі                 |                 |
| 2017 | «My Little Pony у кіно»            | My Little Pony: The Movie               |                      | озвучення       |
| 2017 | «Леді Баг і Супер-Кіт»             | Miraculous: Tales of Ladybug & Cat Noir | Нора Сесар           | озвучення       |
| 2022 | «Лайтер»                           | Lightyear                               | Аліша Готорн         | озвучення       |
| 2025 | «Покрівельник»                     | Roofman                                 |                      |                 |

### Серіали
| Рік       | Назва                                    | Оригінальна назва                  | Роль          | Примітки    |
| --------- | ---------------------------------------- | ---------------------------------- | ------------- | ----------- |
| 2012      |                                          | Project Runway: All Stars          | грає себе     | 1 епізод    |
| 2012      | «Блакитна кров»                          | Blue Bloods                        | медсестра     | 1 епізод    |
| 2013—2019 | «Помаранчевий — хіт сезону»              | Orange Is the New Black            | Сюзан Воррен  | 89 епізодів |
| 2016      | «Стівен Юніверс»                         | Steven Universe                    | Бісмут        | 1 епізод    |
| 2020      | «Місіс Америка»                          | Mrs. America                       | Ширлі Чісголм |             |
| 2021      | «Солос»                                  | Solos                              | Саша          |             |
| 2021      | «Події минулого тижня з Джоном Олівером» | Last Week Tonight with John Oliver | грає себе     | 1 епізод    |
| 2023      | «Таблетка від болю»                      | Painkiller                         | Еді Флауерз   |             |